# Антоний (Сорунков)
Иеромонах Антоний (в миру Алексей Александрович Сорунков; 4 февраля 1859, д. Игнатьево, Новгородская губерния — не ранее 1915) — послушник (1893), монах (1897), иеродиакон (1900), иеромонах (1901) Кирилло-Белозерского монастыря, краевед, журналист.

## Детство и юность
Алексей Александрович Сорунков родился в 1859 году в деревне Игнатьево Горской волости Череповецкого уезда Новгородской губернии Российской империи в крестьянской семье. Семья жила бедно. В 1870 г. поступил в сельскую школу, где учителем был местный приходской священник, который и «приохотил» Алексея к чтению. В 1880 годах юноша попробовал улучшить семейное положение: поступил в услужение к купцу, занимался мелочной торговлей, исправлял должность сельского писаря. С 1882 г. выписывал газету «Сельский вестник». Читал статьи соседям, мечтая улучшить благосостояние крестьян своего села, но отклика не находил. В 1886—1888 годах начал писать свои первые заметки.

## Жизнь в Кирилло-Белозерском монастыре
18 апреля 1893 г. поступил в число братии Кирилло-Белозерского монастыря Новгородской губернии, приняв имя Антония. Уже в монастыре состоялось его знакомство с историком и краеведом Н. П. Успенским. После смерти Н. П. Успенского решил сам заняться собиранием старинных вещей. Началом своей писательской деятельности считал статью «Памяти архимандрита Иакова». С 1896 г. печатался в следующих изданиях: «Сельский вестник», «Новгородские Епархиальные ведомости», «Новгородские Губернские ведомости», «Свет», «Церковные ведомости», «Душеполезное чтение».

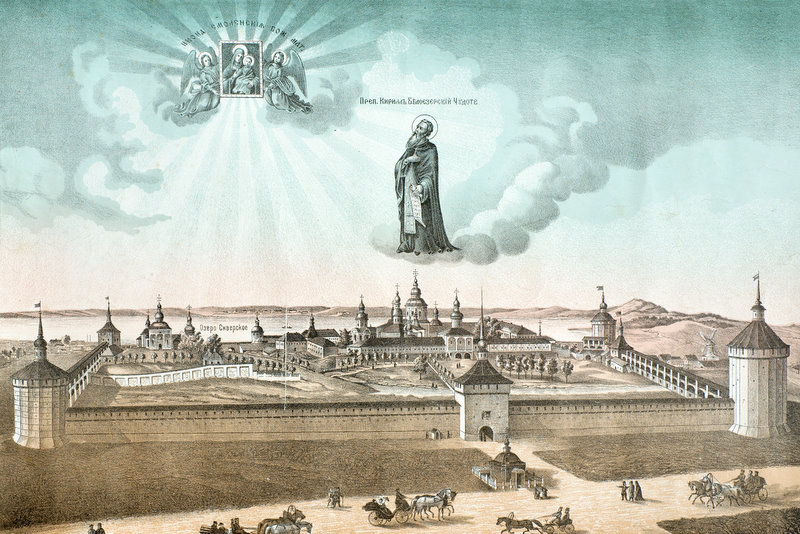
Кирилло-Белозерский монастырь в XIX веке
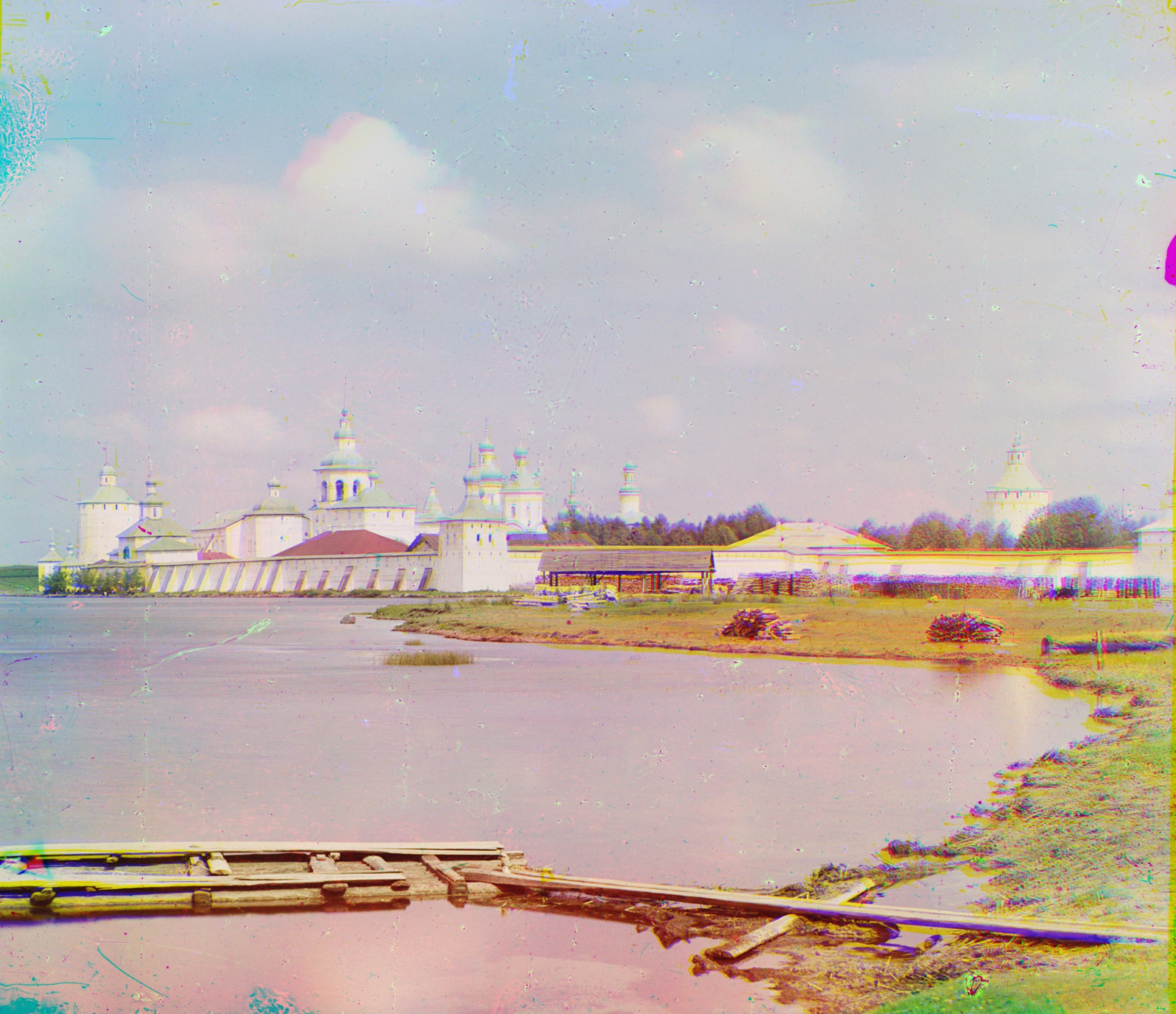
Панорама монастыря, сделанная С. М. Прокудиным-Горским в 1909 году

## Собирательская деятельность
С 1903 года иеромонах Антоний собирал коллекцию древних вещей, которую осматривали члены археологического общества Е. А. Ляцкий, И. Ф. Барщевский, о. Александр Попов, княгиня М. К. Тенишева. В 1906 году Антоний написал статью «Об устройстве музеев при монастырях». Затем он обратился к монастырскому начальству о позволении открыть музей при монастыре, но ему было отказано на том основании, что это «не монашеское дело». С августа 1908 в Новгородской Духовной Консистории в отношении Антония было начато «Особое дело».

## Ссылка в Филиппо-Ирапскую пустынь
В 1908 году Антоний, вызвавший своей деятельностью недовольство церковного начальства, был сослан в Филиппо-Ирапскую пустынь, куда прибыл 1 сентября 1908 г. Там он по монастырским летописям создал «Краткое описание Свято-Троицкой Филиппо-Ирапской пустыни». С 03.12.1908 по 09.11.1909 гг. вёл переписку о передаче своей коллекции в Этнографический отдел Русского музея им. Императора Александра III, которому в итоге пожертвовал около 400 «номеров» своей коллекции, за что был удостоен от музея большой бронзовой медали и награды в 50 рублей. Заметка «К съезду представителей православного русского монашества» (№ 23 1909 НЕВ) вызвала недовольство настоятеля.
С начала 1912 г. сотрудничал с газетой «Волховский листок» (ред. Богдановский), где писал статьи резкого характера. 10.06.1912 г. из Новгородской Духовной Консистории был получен приказ о запрещении священнослужения со снятием монашеской одежды. В мае 1913 г. Антоний написал свою биографию и вместе с перечнем написанных статей и заметок отправил С. А. Венгерову.
В 1915 г. отправил 50 «номеров» своей коллекции на выставку XV Археологического съезда в Новгород. Опубликовал несколько заметок в газете «Новгородский Север» (Череповец), последняя известная на данный момент — «Тернистый путь литератора» от 26.11.1915 г.

## Значение
Личность и деятельность иеромонаха Антония были высоко оценены современниками, и эта высокая оценка подтверждается современным исследователями:
- Княгиня М. К. Тенишева в своей книге-исповеди «Впечатления моей жизни» писала о поездке в Кирилло-Белозерский монастырь: «…монастырь этот в настоящее время в упадке. Там царит тупой разжиревший настоятель, которому было только есть да спать, и десяток монахов, видимо, сильно пьющих и не имеющих в себе никакого смирения, я уже не говорю о святости. Один лишь иеромонах <…> произвел на меня большое впечатление. Он выделяется среди них,<…> и совсем не ко двору этой братии. Он мечтал преобразовать монастырь в монашескую трудовую общину, где все работают наравне, ведут хорошее хозяйство и служат примером для края. Кроме того, он был ярым, страстным коллекционером древностей, понимал старину, и в его келье, которую мы посетили, находился настоящий музей. Но все эти поползновения на упорядочение строя монастырской жизни, понятное дело, были приняты его братией в высшей степени недоброжелательно, его и боялись, и ненавидели»[4].
- Императорский Археологический институт: «Совет института вместе с директором Н. В. Покровским на заседании от 27 сентября 1908 г. решил, что коллекция [иеромонаха Антония] имеет немаловажный этнографический интерес»[5].
- Галунова С. Н.: «Он был первым из монашествующих в Новгородской губернии, выступившим с инициативой создания церковно-археологических музеев при каждом монастыре епархии. Учитывая то, что сохранились крайне скудные архивные источники, связанные с историей Филиппо-Ирапской пустыни, труд иеромонаха Антония [имеется в виду „Краткое описание Филиппо-Ирапской пустыни“ („Душеполезное чтение“, 1909, № 7)] приобретает большое значение[6].
- Моисеев С. В.: Особой оценки в области музейного дела начала XX века, по нашему мнению, заслуживает деятельность иеромонаха Филиппо-Ирапской пустыни Антония <…>. Иеромонах Антоний — уникальное явление в музейном деле; в Новгородской губернии он был первым из монашествующих, выступившим с инициативой создания церковно-археологических музеев при каждом монастыре епархии»[7].
- Зырянов П. Н.: «…необходимо коснуться и монахов-краеведов, собирателей и хранителей старины. Таков был иеромонах Кирилло-Белозерского монастыря Антоний. Собранной им коллекцией церковных и бытовых ценностей заинтересовался Петербургский археологический институт. Поскольку коллекция хранилась частью в келье собирателя, а частью под лестницей и на чердаке, институт ходатайствовал перед Синодом об отводе для собранных раритетов какого — либо помещения (в монастыре в это время пустовал Никоновский домик, где жил когда-то опальный патриарх). Речь шла о создании на этой основе главного древлехранилища местного края»[8].

## Публикации и авторские работы
Основные труды
- К 500-летию Кирилло-Белозерского монастыря // Новгородские Епархиальные Ведомости, 1897, № 12, с. 10
- Памяти Н. П. Успенского (некролог) // Новгородские Епархиальные Ведомости, 1900, № 2, с. 50-54
- Краткое описание Филиппо-Ирапской пустыни // Душеполезное чтение, 1909, № 7
- Путеводитель по Кирилло-Белозерскому монастырю // Душеполезное чтение, 1910, в № 1—3
- Из-за монастырской стены // Волховский листок, 10.07.1911
- Голос из монастыря // Ярославские Епархиальные Ведомости, 1906, № 36, с.553-555
- Желательное в жизни наших монастырей // Новгородские Епархиальные Ведомости, 1906, № 5, С. 173
- Значение монастырей в сельскохозяйственной культуре // Ярославские Епархиальные Ведомости, 1910, № 39, с.9
- Из-за монастырской стены // Волховский листок, 1911, № 2196, с. 3-4
- К чему зовёт время монастыри // Новгородские Епархиальные Ведомости, 1906, № 23, с. 689
- О запрещении уличных сборов // Ярославские Епархиальные Ведомости, 1907, № 30, с. 9
- О коллекции крестьянина Дорогомилова // Новгородский север, 1915, № 44, с. 3
- Из путевых заметок // Новгородский Север, 1915, № 4, с.3

Письма
- Голос из монастыря // Ярославские Епархиальные Ведомости. Отдел неофициальный.— 1906.— № 36.— С.553-555.
- Желательное в жизни наших монастырей. Отдел неофициальный // Новгородские Епархиальные Ведомости.— 1906.— № 5.— С. 173
- Значение монастырей в сельскохозяйственной культуре // Ярославские Епархиальные Ведомости. Отдел неофициальный.— 1910.— № 39.— С.9
- Из путевых заметок // Новгородский Север.— 1915 г.— № 4.— С.3.
- Из-за монастырской стены // Волховский листок.— 1911.— № 2196.— С.3-4.
- К 500-летию Кирилло-Белозерского монастыря//Новгородские Епархиальные Ведомости. Отдел неофициальный.— 1897.— № 12.— С.10.
- К чему зовёт время монастыри // Новгородские Епархиальные Ведомости. Отдел неофициальный.— 1906.— № 23.— С.689.
- О запрещении уличных сборов // Ярославские Епархиальные Ведомости. Отдел неофициальный.— 1907.— № 30.— С.9.
- О коллекции крестьянина Дорогомилова // Новгородский север.— 1915.— № 44.— C.3
- Об устройстве музеев при монастырях. Отдел неофициальный // Новгородские Епархиальные Ведомости.— 1906.— № 23.— С. 692—696.
- Памяти архимандрита Иакова // Новгородские Епархиальные Ведомости. Отдел неофициальный.— 1896.— № 19.— С.18.
- Памяти Н. П. Успенского (некролог) // Новгородские Епархиальные Ведомости. Отдел неофициальный.— 1900.— № 2.— С.50-54
- Письмо в редакцию. Как женские монастыри могут помочь фронту // Новгородский Север.— 1915.— № 79.— С.2.
- Письмо в редакцию. О лазарете для пострадавших в войне // Новгородский Север.— 1915 г.— № 57.— C.3
- Письмо в редакцию. Отзыв о статье «Нравственный паралич» от № 76 // Новгородский Север.— 1915.— № 80.— С.3
- Тернистый путь литератора // Новгородский Север.— 1915.— № 88.— С. 3

Архивные документы и литература
- Автобиография иеромонаха Кирилло-Белозерского монастыря Антония (в миру А. А. Сорункова) (Новгородской губернии) и письма Семёну Афанасьевичу Венгерову // РО ИРЛИ РАН Ф. 377, оп. 7, ед. хр. 167, 42 Л. (+ 5 Л. Письма)
- Ведомости о монашествующих и послушниках Кирилло-Белозерского монастыря за 1893,1894 гг. // ОПИ КБИАХМЗ Ф.1, оп. 1, ед. хр. 39.
- Коллекционная опись предметов, полученных в дар от иеромонаха Кирилло-Белозерского монастыря Антония Этнографическим отделом Русского музея имени Александра III в 1909 г. // Отдел учёта отдела Этнографии русского народа Российского Этнографического музея
- Переписка с Антонием, иеромонахом Кирилло-Белозерского монастыря о приобретении коллекции этнографических предметов из Новгородской губернии // Архив РЭМ, Ф.1,Оп. 2, ед. хр. 12, 26 Л.
- По ходатайству директора Императорского Археологического Института (Н. В. Покровского) о содействии к оставлению в Кирилло-Белозерском монастыре собранной иеромонахом означенного монастыря Антонием коллекции древностей и подыскания для неё более удобного помещения // РГИА, Ф. 797,1908 г, отделение 1,стол 1, оп.78, д.90, 10 Л.
- Сообщение об отказе бывшего монаха Кирилло-Белозерского монастыря Антония передавать в монастырь имеющийся у него музей древних вещей // ОПИ КБИАХМЗ Ф.1. Оп.1, ед. хр. 17, 1908 г.
- Список старинных вещей, собранных иеромонахом Кирилло-Белозерского монастыря Антонием // ГАНО Ф. 480, оп. 1, д. 3798, Л. 5—10.
- Фотографии иеромонаха Антония, вложенные в письмо С. А. Венгерову // Литературный музей ИРЛИ РАН («Пушкинский Дом»). Фонд фотографии. Фотографии № И.36749, № И.36750, № И.36751.

Опубликованные источники
- Анисимов А. И. Предисловие. Каталог выставки. XV Всероссийский археологический съезд. — 1911. — С.4-10.